# فینال جام باشگاه‌های اروپا ۱۹۵۸
فینال جام باشگاه‌های اروپا ۱۹۵۸، رقابت پایانی جام باشگاه‌های اروپا در سال ۱۹۵۸ میلادی است که مابین دو تیم باشگاه فوتبال رئال مادرید و باشگاه فوتبال آ.ث. میلان در ورزشگاه کینگ بودوئن ، بروکسل برگزار شده‌است.
این مسابقه که در تاریخ ۲۸ مه ۱۹۵۸ انجام شده‌است با نتیجه ۳ بر ۲ به سود تیم باشگاه فوتبال رئال مادرید به پایان رسید.